# Three 6 Mafia
Three 6 Mafia, ou désormais Da Mafia 6ix, est un groupe de hip-hop américain, originaire de Memphis, dans le Tennessee. Il est formé en 1991, d'abord sous le nom de Backyard Posse, puis de Triple 6 Mafia, par DJ Paul, Juicy J et Lord Infamous. Le groupe recrute ensuite les membres Crunchy Black, Koopsta Knicca et Gangsta Boo, avec lesquels il publie son premier album, Mystic Stylez en 1995. Le groupe crée son propre label, Hypnotize Minds, grâce auquel il lance la carrière de plusieurs rappeurs originaires de Memphis comme Chrome, Frayser Boy, Project Pat (le frère aîné de Juicy J), Lil Wyte et La Chat.

## Biographie

### Débuts et succès
Three 6 Mafia est formé en 1991 dans la ville américaine de Memphis, dans le Tennessee, par DJ Paul, son demi-frère Lord Infamous, et Juicy J (petit frère de Project Pat). Nommé Backyard Posse durant ses deux premières années d'existence (1991-1992), le groupe change de nom pour Triple 6 Mafia mais l'opinion publique panique lorsqu'elle entend le nom du groupe (référence au 666)[pourquoi ?][réf. nécessaire], et le groupe se baptisera Three 6 Mafia en 1994. Fin 1994, le groupe est rejoint par Crunchy Black, Gangsta Boo et Koopsta Knicca. Au fil des années, Three 6 Mafia donne naissance à nombre de pistes sombres et invente le style « Devil Shyt », notable dans la scène rap. Three 6 Mafia est notamment derrière la base du style crunk, parmi d'autres groupes et rappeurs sudistes, qui inspirera Pastor Troy, Lil Jon, et Boyz N Tha Hood plus tard entre 2000 et 2005.
DJ Paul et Juicy J forment le label Hypnotize Minds et boostent la carrière de plusieurs autres rappeurs originaire de Memphis et d'autres États. Lors de la sortie de Mystic Stylez, le label compte parmi ses signatures Koopsta Knicca, Gangsta Boo, Playa Fly, Crunchy Black, Project Pat, Frayser Boy, La Chat, Lil Wyte, T-Rock, Gangsta Blac, Kingpin Skinny Pimp, MC Mack, Chrome, BoogieMane, ainsi que de multiples collaborations, comme avec Al Kapone. Leur premier album, Mystic Stylez, est publié le 25 mai 1995 sur le label Prophet Records. Il se classe 59e des R&B Albums. Un an après, le 3 décembre 1996, le groupe publie son deuxième album The End, classé 126e au Billboard 200. Le 7 octobre 1997 sort leur troisième opus, Chapter 2: World Domination, qui atteint la 40e place au Billboard 200.
Leur quatrième album, When the Smoke Clears: Sixty 6, Sixty 1, sort le 11 avril 2000 sur le label Loud Records. Bien accueilli par la presse spécialisée, l'album se classe 5e au Billboard 200 et devient le premier album du groupe certifié disque de platine par la RIAA.
Le 5 mars 2006, le groupe, alors composé de DJ Paul, Juicy J et Crunchy Black, remporte en compagnie de Frayser Boy, l'Oscar de la meilleure chanson originale avec le titre It's Hard out Here for a Pimp de la bande originale du film Hustle et Flow. Après Eminem en 2002, ce sont les deuxièmes rappeurs à avoir remporté un Oscar.
Leur morceau It's a Fight est présent dans la bande originale du film Rocky Balboa, et leur titre Some Bodies Gonna Get It sert de musique d'entrée au catcheur de la WWE, Mark Henry[Quand ?]. Ils avaient auparavant fondé un autre label, Prophet Entertainment, avec Nick Scarfo[réf. nécessaire].

### Da Mafia 6ix
En 2013, les cinq membres de Three 6 Mafia — DJ Paul, Crunchy Black, Koopsta Knicca, Lord Infamous et Gangsta Boo — sont annoncés pour une réunion sous le nom de Da Mafia 6ix, un nouvel album étant annoncé pour 2014. Les enregistrements débutent à Las Vegas fin 2013. Le 12 novembre 2013, Da Mafia 6ix publie sa première mixtape 6ix Commandments. Presque intégralement produite par DJ Paul, la tape accueille les participations de Yelawolf, 8Ball & MJG, Krayzie Bone, Bizzy Bone, SpaceGhostPurrp et des affiliés du Hypnotize Camp Posse Lil Wyte, Skinny Pimp et La Chat, entre autres. Juicy J et Project Pat participent également à la chanson Body Parts, uniquement crédités par « & more ». La mixtape contient le single Go Hard en featuring avec Yelawolf. Bénéficiant d'un bon accueil, cette mixtape atteint la 34e place  du Billboard Top R&B/Hip-Hop Albums.
Le 20 décembre 2013, le membre fondateur du groupe Lord Infamous succombe à une crise cardiaque dans son sommeil, chez sa mère à Memphis. Gangsta Boo quitte le groupe en mai 2014. DJ Paul explique ce geste : « C'est le mieux qu'on puisse faire. C'est arrivé. Personne n'a obligé personne. C'est le cœur qui agit. » L'album du groupe réuni, Watch What U Wish, est publié le 17 mars 2015.

## Filmographie
- Three 6 Mafia: Choices - The Movie (2001)
- Three 6 Mafia: Choices II - The Setup (2005)
- Clean Up Men (2005)